# Elecciones a las Cortes de Aragón de 2023
Las elecciones a las Cortes de Aragón de 2023 se celebraron el domingo 28 de mayo, durante las elecciones autonómicas de dicho año, de acuerdo con el decreto de convocatoria de elecciones dispuesto publicado en el Boletín Oficial de Aragón. Se eligieron los 67 diputados de la xi legislatura de las Cortes de Aragón mediante un sistema proporcional (método D'Hondt). Sustituyeron a los resultados de las elecciones de 2019.

## Resultados
A continuación se muestran los resultados de estas elecciones.
|                 | Partido Popular (PP)                                   | 237 817   | 35,51                                    | 28                                       |  |  |
|                 | Partido Socialista Obrero Español (PSOE)               | 197 919   | 29,55                                    | 23                                       |  |  |
|                 | Vox (VOX)                                              | 75 349    | 11,25                                    | 7                                        |  |  |
|                 | Chunta Aragonesista (CHA)                              | 34 163    | 5,10                                     | 3                                        |  |  |
|                 | Coalición Existe (EXISTE)                              | 33 190    | 4,96                                     | 3                                        |  |  |
|                 | Podemos-Alianza Verde (PODEMOS-AV)                     | 26 923    | 4,02                                     | 1                                        |  |  |
|                 | Izquierda Unida de Aragón (IU-A)                       | 20 959    | 3,13                                     | 1                                        |  |  |
|                 | Partido Aragonés (PAR)                                 | 13 988    | 2,09                                     | 1                                        |  |  |
|                 |                                                        |           |                                          |                                          |  |  |
|                 | Tu Aragón + Ciudadanos                                 | 8595      | 1,28                                     | 0                                        |  |  |
|                 | Partido Animalista Con el Medio Ambiente (PACMA)       | 3343      | 0,50                                     | 0                                        |  |  |
|                 | Escaños en Blanco (EB)                                 | 2860      | 0,43                                     | 0                                        |  |  |
|                 | Federación de los Independientes de Aragón (FIA)       | 1248      | 0,19                                     | 0                                        |  |  |
|                 | Verdes Equo                                            | 1156      | 0,17                                     | 0                                        |  |  |
|                 | Partido Comunista de los Trabajadores de España (PCTE) | 878       | 0,13                                     | 0                                        |  |  |
|                 | Entre Todos Bajo Cinca (ETXSBC)                        | 541       | 0,08                                     | 0                                        |  |  |
| Votos en blanco | Votos en blanco                                        | 10 846    | 1,62                                     | n/a                                      |  |  |
| Votos válidos   | Votos válidos                                          | 669 775   | 100,00                                   | 67                                       |  |  |
| Votos nulos     | Votos nulos                                            | 8337      | Participación: · \| \| 66.54 % \| 0,38 % | Participación: · \| \| 66.54 % \| 0,38 % |  |  |
| Votantes        | Votantes                                               | 678 112   | Participación: · \| \| 66.54 % \| 0,38 % | Participación: · \| \| 66.54 % \| 0,38 % |  |  |
| Electores       | Electores                                              | 1 019 050 | Participación: · \| \| 66.54 % \| 0,38 % | Participación: · \| \| 66.54 % \| 0,38 % |  |  |
|                 | 66.54 %                                                |           |                                          |                                          |  |  |

### Porcentaje de voto
| Circunscripción       | PP                  | PSOE  | Vox   | CHA   | Existe | P-AV | IU   | PAR  | Dif.  |      |       |
| --------------------- | ------------------- | ----- | ----- | ----- | ------ | ---- | ---- | ---- | ----- | ---- | ----- |
| Circunscripción       | Provincia de Huesca | 35,21 | 30,13 | 10,13 | 5,46   | 3,19 | 3,93 | 2,60 | Dif.  | 3,30 | +5,08 |
| Provincia de Teruel   | 31,15               | 22,77 | 10,51 | 1,98  | 20,72  | 1,90 | 2,21 | 6,55 | +8,38 |      |       |
| Provincia de Zaragoza | 36,24               | 30,45 | 11,62 | 5,50  | 2,95   | 4,36 | 3,39 | 1,13 | +5,79 |      |       |
| Total                 | 35,51               | 29,55 | 11,25 | 5,10  | 4,96   | 4,02 | 3,13 | 2,09 | +5,96 |      |       |

### Por circunscripciones

#### Huesca
| Candidatura     | Candidatura                                      | Votos   | %                                       | Escaños                                 |
| --------------- | ------------------------------------------------ | ------- | --------------------------------------- | --------------------------------------- |
|                 | Partido Popular (PP)                             | 39 161  | 35,34                                   | 8                                       |
|                 | Partido Socialista Obrero Español (PSOE)         | 33 306  | 30,05                                   | 7                                       |
|                 | Vox (VOX)                                        | 11 244  | 10,14                                   | 2                                       |
|                 | Chunta Aragonesista (CHA)                        | 6 075   | 5,48                                    | 1                                       |
|                 |                                                  |         |                                         |                                         |
|                 | Podemos-Alianza Verde (PODEMOS-AV)               | 4 326   | 3,90                                    | 0                                       |
|                 | Partido Aragonés (PAR)                           | 3 643   | 3,28                                    | 0                                       |
|                 | Coalición Existe (EXISTE)                        | 3 524   | 3,18                                    | 0                                       |
|                 | Izquierda Unida de Aragón (IU-A)                 | 2 834   | 2,55                                    | 0                                       |
|                 | Tu Aragón + Ciudadanos                           | 1 700   | 1,53                                    | 0                                       |
|                 | Verdes Equo                                      | 1 116   | 1,0                                     | 0                                       |
|                 | Escaños en Blanco (EB)                           | 575     | 0,51                                    | 0                                       |
|                 | Entre Todos Bajo Cinca (ETXSBC)                  | 538     | 0,48                                    | 0                                       |
|                 | Federación de los Independientes de Aragón (FIA) | 362     | 0,32                                    | 0                                       |
| Votos en blanco | Votos en blanco                                  | 2 398   | 2,16                                    | n/a                                     |
| Votos válidos   | Votos válidos                                    | 115 512 | 100,00                                  | 18                                      |
| Votos nulos     | Votos nulos                                      | 1 691   | Participación: · \| \| 68.8 % \| 0,14 % | Participación: · \| \| 68.8 % \| 0,14 % |
| Votantes        | Votantes                                         | 119 601 | Participación: · \| \| 68.8 % \| 0,14 % | Participación: · \| \| 68.8 % \| 0,14 % |
| Electores       | Electores                                        | 169 106 | Participación: · \| \| 68.8 % \| 0,14 % | Participación: · \| \| 68.8 % \| 0,14 % |
|                 | 68.8 %                                           |         |                                         |                                         |

#### Teruel
| Candidatura     | Candidatura                                      | Votos   | %                                        | Escaños                                  |
| --------------- | ------------------------------------------------ | ------- | ---------------------------------------- | ---------------------------------------- |
|                 | Partido Popular (PP)                             | 22 656  | 31,03                                    | 5                                        |
|                 | Partido Socialista Obrero Español (PSOE)         | 16 591  | 22,72                                    | 4                                        |
|                 | Coalición Existe (EXISTE)                        | 15 249  | 20,88                                    | 3                                        |
|                 | Vox (VOX)                                        | 7 696   | 10,54                                    | 1                                        |
|                 | Partido Aragonés (PAR)                           | 4 817   | 6,59                                     | 1                                        |
|                 |                                                  |         |                                          |                                          |
|                 | Izquierda Unida de Aragón (IU-A)                 | 1 602   | 2,19                                     | 0                                        |
|                 | Chunta Aragonesista (CHA)                        | 1 442   | 1,97                                     | 0                                        |
|                 | Podemos-Alianza Verde (PODEMOS-AV)               | 1 367   | 1,87                                     | 0                                        |
|                 | Tu Aragón + Ciudadanos                           | 362     | 0,49                                     | 0                                        |
|                 | Escaños en Blanco (EB)                           | 154     | 0,21                                     | 0                                        |
|                 | Federación de los Independientes de Aragón (FIA) | 52      | 0,07                                     | 0                                        |
| Votos en blanco | Votos en blanco                                  | 1 025   | 1,4                                      | n/a                                      |
| Votos válidos   | Votos válidos                                    | 75 745  | 100,00                                   | 14                                       |
| Votos nulos     | Votos nulos                                      | 1 121   | Participación: · \| \| 74.59 % \| 4,48 % | Participación: · \| \| 74.59 % \| 4,48 % |
| Votantes        | Votantes                                         | 77 891  | Participación: · \| \| 74.59 % \| 4,48 % | Participación: · \| \| 74.59 % \| 4,48 % |
| Electores       | Electores                                        | 102,906 | Participación: · \| \| 74.59 % \| 4,48 % | Participación: · \| \| 74.59 % \| 4,48 % |
|                 | 74.59 %                                          |         |                                          |                                          |

#### Zaragoza
| Candidatura     | Candidatura                                            | Votos     | %                                        | Escaños                                  |
| --------------- | ------------------------------------------------------ | --------- | ---------------------------------------- | ---------------------------------------- |
|                 | Partido Popular (PP)                                   | 170 895   | 36,30                                    | 15                                       |
|                 | Partido Socialista Obrero Español (PSOE)               | 143 273   | 30,43                                    | 12                                       |
|                 | Vox (VOX)                                              | 54 737    | 11,62                                    | 4                                        |
|                 | Chunta Aragonesista (CHA)                              | 25 937    | 5,5                                      | 2                                        |
|                 | Podemos-Alianza Verde (PODEMOS-AV)                     | 20 394    | 4,33                                     | 1                                        |
|                 | Izquierda Unida de Aragón (IU-A)                       | 15 874    | 3,37                                     | 1                                        |
|                 |                                                        |           |                                          |                                          |
|                 | Coalición Existe (EXISTE)                              | 13 944    | 2,96                                     | 0                                        |
|                 | Tu Aragón + Ciudadanos                                 | 6 320     | 1,34                                     | 0                                        |
|                 | Partido Aragonés (PAR)                                 | 5 286     | 1,12                                     | 0                                        |
|                 | Partido Animalista Contra el Maltrato Animal (PACMA)   | 3 208     | 0,68                                     | 0                                        |
|                 | Escaños en Blanco (EB)                                 | 2 040     | 0,43                                     | 0                                        |
|                 | Partido Comunista de los Trabajadores de España (PCTE) | 843       | 0,17                                     | 0                                        |
|                 | Federación de los Independientes de Aragón (FIA)       | 795       | 0,16                                     | 0                                        |
| Votos en blanco | Votos en blanco                                        | 7 186     | 1,52                                     | n/a                                      |
| Votos válidos   | Votos válidos                                          | 492 806   | 100,00                                   | 35                                       |
| Votos nulos     | Votos nulos                                            | 5 332     | Participación: · \| \| 69.64 % \| 2,05 % | Participación: · \| \| 69.64 % \| 2,05 % |
| Votantes        | Votantes                                               | 505 324   | Participación: · \| \| 69.64 % \| 2,05 % | Participación: · \| \| 69.64 % \| 2,05 % |
| Electores       | Electores                                              | 1 010 648 | Participación: · \| \| 69.64 % \| 2,05 % | Participación: · \| \| 69.64 % \| 2,05 % |
|                 | 69.64 %                                                |           |                                          |                                          |

## Diputados Electos
| Elecciones a las Cortes de Aragón de 2023 Diputados electos |                               | | | |
| Candidatura                                                 | Candidatura                   | Huesca | Teruel | Zaragoza |
|                                                             | PP de Aragón (28 diputados)   | - ANA ISABEL ALOS LÓPEZ - ESTER ARTIEDA PUYAL - JOSÉ MARÍA GIMENEZ MACARULLA - MARÍA BLANCA PUYUELO DEL VAL - ANTONIO IGNACIO ROMERO SANTOLARIA - CARMEN MARÍA SUSÍN GABARRE - GERARDO OLIVÁN BELLOSTA | - SILVIA CASAS FOZ - JESÚS FUERTES JARQUE - JUAN CARLOS GRACIA SUSO - JOAQUÍN JUSTE SANZ - ANA MARÍN PÉREZ | - MARÍA ELENA ALLUÉ DE BARO - LUIS JOSE ARRECHEA SILVESTRE - JUAN PABLO ARTERO MUÑOZ - JORGE AZCÓN NAVARRO - LUIS MARÍA BEAMONTE MESA - ROBERTO PABLO BERMÚDEZ DE CASTRO MUR - JAVIER CAMPOY MONREAL - RAMÓN CELMA ESCUÍN - ROCÍO DIVAR CONDE - SUSANA GASPAR MARTÍNEZ - CARMEN HERRARTE CAJAL - FERNANDO LEDESMA GELAS - MARÍA NAVARRO VISCASILLAS - CLAUDIA PÉREZ FORNIÉS - MARÍA DEL MAR VAQUERO PERIÁNEZ |
|                                                             | PSOE Aragón (23 diputados)    | - ÁLVARO BURRELL BUSTOS - LORENA CANALES MIRALLES - IVAN CARPI DOMPER - MARCELINO IGLESIAS CUARTERO - MARÍA DEL MAR RODRIGO PLÁ - FERNANDO SABÉS TURMO - ELISA SANCHO RODELLAR                         | - ÁNGEL PERALTA ROMERO - MARÍA TERESA PÉREZ ESTEBAN - CARMEN SOLER MONFORT - IGNACIO URQUIZU SANCHO        | - DANIEL ALASTUEY LIZALDEZ - ANA MARÍA ARELLANO BADÍA - CARMEN DUESO MATEO - OSCAR GALEANO GRACIA - MARTA GASTÓN MENAL - FRANCISCO JAVIER LAMBÁN MONTAÑÉS - SERGIO ORTIZ GUTIERREZ - CARLOS PÉREZ ANADÓN - BEATRIZ SANCHEZ GARCÉS - LETICIA SORIA SARNAGO - DARÍO VILLAGRASA VILLAGRASA - PILAR MARIMAR ZAMORA MORA                                                                                          |
|                                                             | Vox (7 diputados)             | - DAVID ARRANZ BALLESTEROS - FERMIN CIVIAC LLOP | - ALEJANDRO NOLASCO ASENSIO                                                                                | - MARTA FERNÁNDEZ MARTÍN - SANTIAGO MORÓN SANJUAN - MARIA CARMEN ROUCO LALIENA - JUAN FRANCISCO VIDAL JIMENEZ ALFARO |
|                                                             | CHA (3 diputados)             | - JOAQUÍN ANTONIO PALACÍN ELTORO | - | - MARÍA ISABEL LASOBRAS PINA - JOSÉ LUIS SORO DOMINGO |
|                                                             | Existe (3 diputados)          | - | - MARIA PILAR BUJ ROMERO - TOMAS JOSE GUITARTE GIMENO - JOAQUIN FRANCISCO MORENO LATORRE                   | - |
|                                                             | Podemos-AV (1 diputado)       | - | - | - ANDONI CORRALES PALACIO |
|                                                             | IU-A (1 diputado)             | - | - | - ÁLVARO SANZ REMÓN |
|                                                             | Partido Aragonés (1 diputado) | - | - ALBERTO IZQUIERDO VICENTE                                                                                | - |
| Total                                                       | Total                         | 18 | 14 | 35 |

## Encuestas
| Encuestadora                              | Fecha               | Tamaño  | Participación | PSOE           | PP                | Cs      | P-AV    | CHA     | Vox      | PAR     | IU      | Existe  | Dis. |       |       |       |       |     |
| ----------------------------------------- | ------------------- | ------- | ------------- | -------------- | ----------------- | ------- | ------- | ------- | -------- | ------- | ------- | ------- | ---- | ----- | ----- | ----- | ----- | --- |
| Encuestadora                              | Fecha               | Tamaño  | Participación | RTVE/DatosRTVE | 5 de mayo de 2023 |         | ?       | 31.8 23 | 35.4 25  | 2.9 1   | 5.7 3   | 6.1 3   | Dis. | 7.4 6 | 3.0 0 | 3.5 1 | 2.7 5 | 3.6 |
| RTVE/DatosRTVE                            | 27 de abril de 2023 |         | ?             | 32.0 23        | 35.4 25           | 2.9 1   | 5.6 3   | 6.1 3   | 7.1 6    | 3.1 0   | 3.6 1   | 6.7 5   | 3.4  |       |       |       |       |     |
| Electrográfica/SimpleLógica               | 22 de abril de 2023 |         | ?             | 28.4 23        | 29.9 23           | 3.8 1   | 5.5 3   | 6.4 3   | 10.0 7   | 1.4 0   | 5.0 2   | 7.5 5   | 1.4  |       |       |       |       |     |
| Electrográfica/NCReport                   | 17 de abril de 2023 |         | ?             | 29.6 23        | 34.9 27           | 2.3 0   | 5.5 3   | 4.6 2   | 8.8 7    | 2.3 0   | 4.1 1   | 5.4 4   | 5.3  |       |       |       |       |     |
| RTVE/DatosRTVE                            | 14 de abril de 2023 |         | ?             | 30.8 22        | 31.4 24           | 3.2 1   | 6.1 3   | 5.7 3   | 10.0 7   | 2.8 1   | 3.6 1   | 4.4 5   | 0.6  |       |       |       |       |     |
| Electrográfica/SocioMétrica               | 13 de abril de 2023 |         | ?             | 29.0 22/23     | 33.5 26/27        | 2.6 0   | 6.0 3/4 | 4.6 1/2 | 9.9 5/6  | 2.4 0   | 3.7 1/2 | 5.2 6/7 | 4.5  |       |       |       |       |     |
| ElDebate/TargetPoint                      | 25 de marzo de 2023 |         | ?             | 28.7 20/22     | 34.0 24/25        | 2.2 0   | 6.9 3/4 | 4.6 2/3 | 10.5 6/8 | 3.1 1/2 | 3.6 0/1 | 4.6 4/5 | 5.3  |       |       |       |       |     |
|                                           |                     |         |               |                |                   |         |         |         |          |         |         |         |      |       |       |       |       |     |
| Elecciones a las Cortes de Aragón de 2019 | 26 de mayo de 2019  | 899 930 | 69,26 %       | 30.8 24        | 20.8 16           | 16.7 12 | 8.0 5   | 6.2 3   | 6.0 3    | 5.0 3   | 3.3 1   | -       | 10.0 |       |       |       |       |     |

## Investidura del Presidente de Aragón
| Candidato | Fecha | Voto | PP                         | PSOE                                                     | Vox | CHA | Existe | P-AV | IU | PAR | Total |  |  |   |       |
| --------- | ----- | ---- | -------------------------- | -------------------------------------------------------- | --- | --- | ------ | ---- | -- | --- | ----- |  |  | - | ----- |
| Candidato | Fecha | Voto | Jorge Azcón (PP de Aragón) | 10 de agosto de 2023 Mayoría requerida: absoluta (34/67) | Sí  | 28  |        | 7    |    |     | Total |  |  | 1 | 36/67 |
| No        |       | 23   | Jorge Azcón (PP de Aragón) | 10 de agosto de 2023 Mayoría requerida: absoluta (34/67) |     | 3   | 3      | 1    | 1  |     | 31/67 |  |  |   |       |
| Abs.      |       |      | Jorge Azcón (PP de Aragón) | 10 de agosto de 2023 Mayoría requerida: absoluta (34/67) |     |     |        |      |    |     | 0/67  |  |  |   |       |
| Aus.      |       |      | Jorge Azcón (PP de Aragón) | 10 de agosto de 2023 Mayoría requerida: absoluta (34/67) |     |     |        |      |    |     | 0/67  |  |  |   |       |